# Kazimierz Jagiellończyk (1426–1427)
Kazimierz Jagiellończyk (ur. 1426, zm. 1427) – królewicz polski, drugi syn Władysława II Jagiełły i Zofii Holszańskiej.
Kazimierz urodził się 16 maja 1426 jako drugi syn Władysława Jagiełły i Zofii Holszańskiej. Został ochrzczony siedemnaście dni po narodzinach 2 czerwca 1426 roku. Zmarł dziewięć miesięcy po narodzinach 2 marca 1427 roku. Niektórzy spekulują otrucie królewicza, lecz wtedy śmiertelność noworodków była bardzo duża. Po zmarłym bracie imię otrzymał Kazimierz IV Jagiellończyk.